# Fernand Mayembo
Pour les articles homonymes, voir Mayembo.
Fernand Mayembo est un footballeur international congolais né le 9 janvier 1996. Il évolue au poste de défenseur central à l'Hapoël Tel Aviv.

## Biographie

### Carrière en club
Au cours de l'été 2017, il résilie son contrat avec le Chamois niortais FC et s'engage avec le Grenoble Foot 38, promu en National, pour une durée de deux ans.
Après une saison réussi avec le Grenoble Foot 38 qui voit le club monter en Ligue 2, il est transféré vers Le Havre AC où il signe un contrat de quatre ans. Ayant réalisé de bonnes performances en National, il est annoncé comme l'un des nouveaux défenseurs centraux les plus prometteurs du championnat.
Il s'engage avec l'AC Ajaccio le 26 juillet 2022 pour deux saisons plus une en option et contre une indemnité de transfert de 300 000 euros. Après cinq saisons passées en Ligue 2, il signe pour la première fois dans un club évoluant en Ligue 1.

### Carrière internationale
Il joue son premier match en équipe du Congo le 1er septembre 2017, contre le Ghana, lors des éliminatoires du mondial 2018 (score : 1-1).